# A 211
A 211是一款由德國Aquila研製的輕型並排兩座飛機。

## 發展
A 211是A 210的後續機型。A 211是一款低翼、並排座椅、單引擎飛機。A 211與A 210 相似，但具有改進的旋轉器、整流罩和頂篷。

## 型號
- A 211

升級過的A 210
- Aquila A 211GX

玻璃座艙本